# Botdichtheid

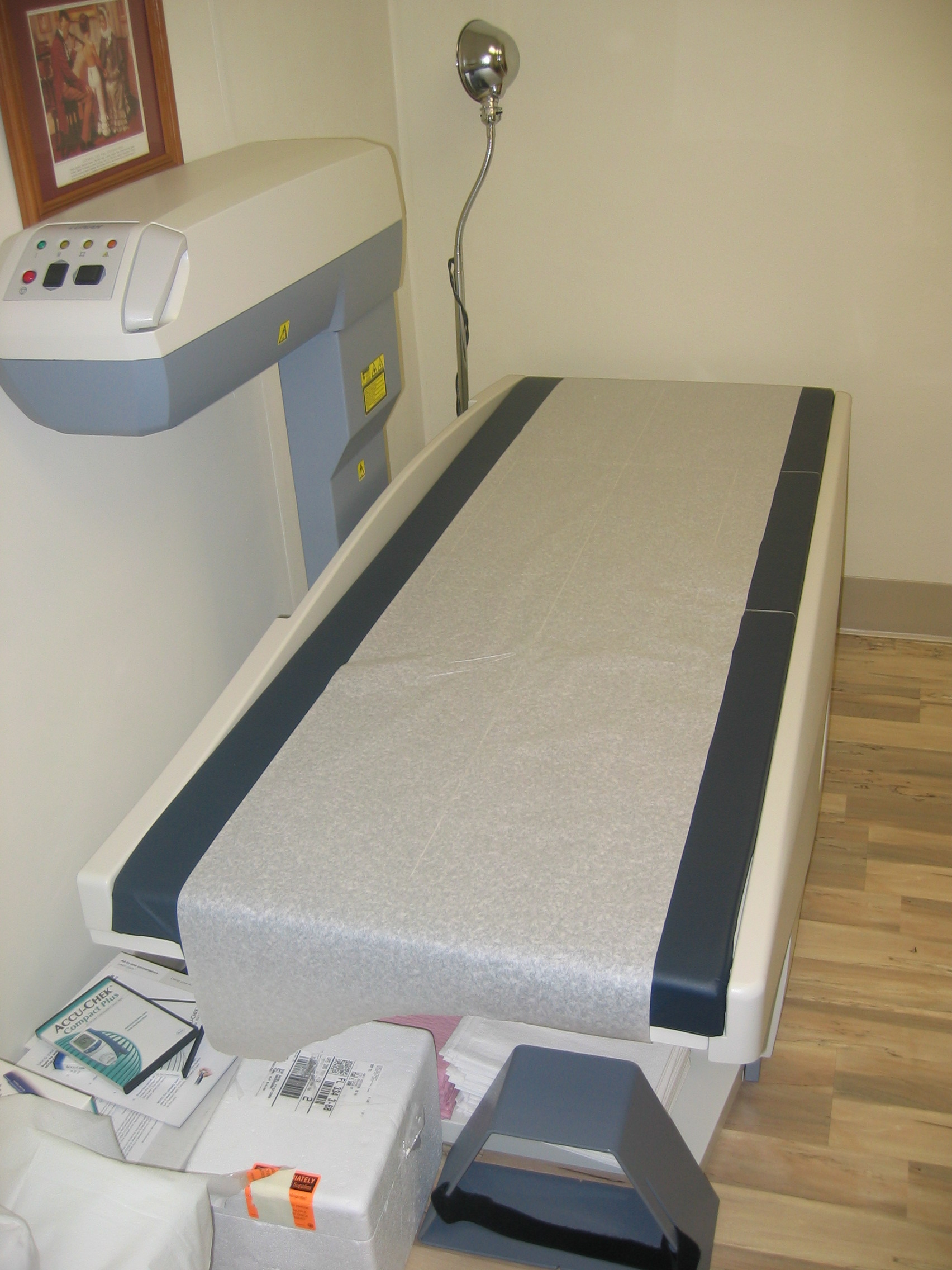
Een DEXA-scanner, waarmee botdichtheid gemeten kan worden.

Botdichtheid, ook wel botmineraaldichtheid genoemd, is de hoeveelheid botmineraal in botweefsel. De botdichtheid is dus wat anders dan de botmassa. Botdichtheid van een gegeven stuk bot wordt uitgedrukt in de massa van het botmineraal, gedeeld door de inhoud van het stuk bot. In andere woorden: botdichtheid geeft aan hoe broos het bot is. Daarmee hangt botdichtheid dus samen met het het natuurkundige begrip dichtheid. Botdichtheid wordt over het algemeen uitgedrukt in gram per milliliter.

## Medisch onderzoek
In de geneeskunde wordt de botdichtheid indirect afgelezen aan de hand van de optische dichtheid, waarbij met behulp van beeldvormend medisch onderzoek gekeken wordt hoeveel straling het oppervlak van het bot per vierkante centimeter doorlaat. Botdichtheidsonderzoek, ook wel densitometrie genoemd, is nodig om vast te stellen of er sprake is van osteoporose of een verhoogde kans op botbreuken. Dit soort onderzoek wordt meestal uitgevoerd op de radiologische of nucleaire afdeling van een ziekenhuis. De metingen zijn pijnloos en er wordt niet gesneden. Er wordt slechts gebruikgemaakt van een relatief lage hoeveelheid straling. De blootstelling aan schadelijke straling is dan ook verwaarloosbaar te noemen. De meting wordt normaal gesproken uitgevoerd ter hoogte van de lendenwervels en de heup, maar eventueel kan er ook een meting plaatsvinden op de onderarmen als de metingen op de lendenwervels en de heup geen goede beelden opleveren.
Statistisch gezien is er een verband tussen een lage botdichtheid –wat op broze botten wijst– en een hogere kans op botbreuken. Door een val veroorzaakte been- en bekkenbreuken zijn een groot probleem voor de volksgezondheid en komen vooral voor onder vrouwen op leeftijd. Deze botbreuken kunnen hoge medische kosten, een verminderd vermogen om zelfstandig te wonen, of zelfs het overlijden tot gevolg hebben. Het meten van botdichtheid is dan ook noodzakelijk bij oudere mensen, om vast te stellen of mensen aan osteoporose lijden, en dus mogelijk baat kunnen hebben bij behandelingen die als doel hebben de botdichtheid te verhogen.

### Risicogroepen
Botdichtheidsonderzoek is niet nodig voor mensen die niet tot risicogroepen voor broze botten behoren. Onnodig onderzoek kan zelfs leiden tot overbehandeling in plaats van dat er een echt probleem wordt vastgesteld. 
De volgende groepen zijn risicogroepen voor lage botdichtheid, en kunnen wel baat hebben bij onderzoek:
- Vrouwen ouder dan 65 jaar
- Mannen ouder dan 70 jaar
- Mensen die ouder zijn dan 50 jaar, en die vanwege één of meerdere van de volgende medische kenmerken of aandoeningen tot de risicogroepen behoren:
  - Botbreuken
  - Reumatoïde artritis
  - Ondergewicht
  - Een ouder die een heupbreuk heeft gehad in het verleden
- Mensen die behandeld worden met steroïden.
- Mensen die lijden aan hyperparathyreoïdie
- Mensen die een eetstoornis hebben gehad (bijvoorbeeld anorexia nervosa of boulimie)

## Interpretatie
De resultaten van een botdichtheidsonderzoek worden gewoonlijk op twee manieren uitgedrukt: de T-score en de Z-score. Deze scores geven aan in hoeverre de botdichtheid afwijkt van het gemiddelde. Een score lager dan nul betekent dat de botdichtheid lager is dan het gemiddelde.

### T-score
De T-score is het meest bruikbaar als men probeert vast te stellen of er sprake is van osteoporose. De T-score geeft de botdichtheid van een patiënt weer ten opzichte van een referentiewaarde. Deze referentiewaarde is gelijk aan de gemiddelde botdichtheid van een gezonde 30-jarige. Anders gezegd wordt met de T-score het verschil weergegeven tussen de botdichtheidswaarde van de patiënt en een ideale waarde. Dit verschil wordt uitgedrukt in standaardafwijkingen van de verwachtingswaarde. Een T-score van 1 geeft dus een standaardafwijking van de verwachtingswaarde van 1 weer. 
In de Verenigde Staten wordt bij het bepalen van de T-score gebruik gemaakt van een referentiewaarde voor hetzelfde geslacht en dezelfde etniciteit als die van de patiënt, maar de Wereldgezondheidsorganisatie raadt aan om voor iedereen als referentiewaarde de gemiddelde waarden voor een gezonde, 30-jarige, blanke vrouw te gebruiken.
De T-scores worden als volgt uitgelegd:
- Een T-score van -1,0 of hoger is normaal.
- Een T-score tussen -1,0 en -2,5 duidt op osteopenie.
- Een T-score van -2,5 of lager duidt op osteoporose.

### Z-score
De Z-score geeft het verschil tussen de botdichtheid van de patiënt en die van een gezonde leeftijdsgenoot weer. Deze score geeft de standaardafwijkingen van de verwachtingswaarde voor een persoon van hetzelfde geslacht en dezelfde leeftijd en etniciteit weer. De waarde wordt normaal gesproken alleen gebruikt voor mannen jonger dan 50 jaar, vrouwen die nog niet in de menopauze zijn, en kinderen. De Z-score wordt meestal toegepast als er sprake is van ernstige osteoporose. De score is het meest bruikbaar als het minder dan twee standaardafwijkingen van de verwachtingswaarde is. Het is dan vooral in gebruik om te kijken of er sprake is van andere ziektes die osteoporose veroorzaken of verergeren, zoals hyperparathyreoïdie of alcoholisme.